# Thomas Charles Hart
Thomas Charles Hart (ur. 12 czerwca 1877 w Davison, zm. 4 lipca 1971 w Sharon) – amerykański wojskowy i polityk, admirał United States Navy, uczestnik wojny amerykańsko-hiszpańskiej oraz obu wojen światowych, w latach 1945–1946 senator ze stanu Connecticut.

## Życiorys
Thomas C. Hart ukończył Akademię Marynarki Wojennej w 1897 roku. Jego pierwszym przydziałem był pancernik „Massachusetts”. Podczas wojny amerykańsko-hiszpańskiej służył na zarekwirowanym jachcie „Vixen”, biorąc udział w bitwie pod Santiago 3 lipca 1898 roku. W 1898 roku został promowany do pierwszego stopnia oficerskiego (Ensign). W następnych latach przechodził kolejne szczeble kariery w US Navy, by w czasie I wojny światowej dowodzić dwoma dywizjonami okrętów podwodnych bazujących w Irlandii i na Azorach. W latach 1918–1922 służył w biurze Szefa Operacji Morskich.
W 1923 roku ukończył Naval War College, rok później Army War College. W latach 1929–1931 pełnił funkcję dowódcy sił podwodnych floty, w stopniu kontradmirała (Rear Admiral). Następnie służył jako superintendent Akademii Marynarki Wojennej (1931–1934), dowódca dywizjonu krążowników Scouting Force (1934–1936) oraz członek Rady Głównej Marynarki (General Board, 1936–1939). W czerwcu 1939 roku awansował do stopnia pełnego admirała (Admiral) i objął stanowisko dowódcy Floty Azjatyckiej. Był to niewielki zespół okrętów, powołany do reprezentowania bandery w regionie i nieprzewidywany do samodzielnego użycia operacyjnego w razie konfliktu zbrojnego.
W grudniu 1941 roku Thomas C. Hart wycofał swoje okręty na południe, chroniąc je w ten sposób przed zniszczeniem przez szybko następujące siły japońskie, ale pozbawiając jednocześnie broniącego Filipin generała Douglasa MacArthura wsparcia na morzu. W styczniu 1942 roku, po powołaniu przez aliantów sił ABDA, objął dowództwo nad ich morskim komponentem. Był głównodowodzącym podczas bitwy koło Balikpapanu 24 stycznia 1942 roku. Nieporozumienia co do sposobu użycia połączonych zespołów floty spowodowały jednak naciski ze strony władz holenderskich, by zastąpić Harta ich admirałem. Ostatecznie w lutym odwołano go do Stanów Zjednoczonych, oficjalnie z powodu złego stanu zdrowia, a jego następcą został holenderski wiceadmirał Conrad Helfrich.
Admirał Hart przeszedł w stan spoczynku wkrótce po powrocie do kraju, został jednak ponownie powołany na członka Rady Głównej. Pozostawał w służbie do lutego 1945 roku, gdy odszedł na emeryturę, by objąć mandat senatora, reprezentującego stan Connecticut. Pełnił go do listopada następnego roku. Następnie odsunął się z życia publicznego, zamieszkując w rodzinnym domu w Sharon w stanie Connecticut. Tam zmarł w 1971 roku i został pochowany na Narodowym Cmentarzu w Arlington. Był odznaczony między innymi dwukrotnie Navy Distinguished Service Medal oraz holenderskim Orderem Oranje-Nassau. Na jego cześć została nazwana fregata „Thomas C. Hart” należąca do typu Knox.
W 1910 roku ożenił się z Caroline Brownson, córką kontradmirała Willarda H. Brownsona. Ich córka, Harriet Taft, poślubiła Francisa B. Sayre’a jr., wnuka prezydenta Woodrowa Wilsona, dziekana Washington National Cathedral i działacza na rzecz równości rasowej.